# 乗員探査船

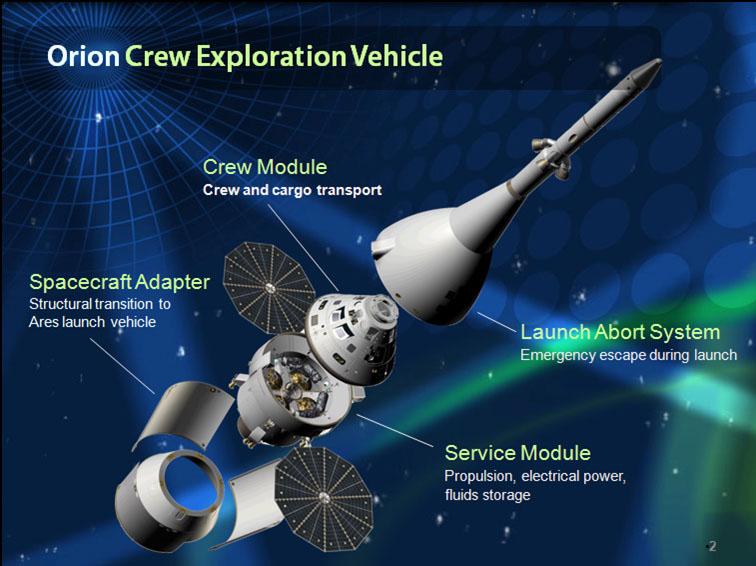
オリオン。後のデザインとして、クルーの最初の計画の後、探査手段は、オリオンの開発につながった。

乗員探査船（じょういんたんさせん、英語: Crew Exploration Vehicle（ CEV ））は、アメリカ合衆国NASAの宇宙探査計画の構成要素。計画で想定された目的地に人間を運ぶことができる宇宙船を設計するための競争が開催され、優勝した設計はオリオン宇宙船であった。
もともとは90年代の宇宙探査イニシアチブで考案されたが、2004年に正式な計画が始まり、2005年3月1日に最終提案依頼書が発行され、ビークル設計の競争が始まった。後の設計および建設段階については、オリオン (宇宙船)を参照。オリオンCEVは、人間の探検家を月、その後、火星や太陽系の他の目的地に送り返すNASAのコンステレーション計画の一部になった。オリオンがキャンセルされた後、それは国際宇宙ステーションの緊急避難のために構想され、そして復活した太陽系探査計画のために保持された。

## コンペティション
ビークルのコンセプトは、2004年1月14日にNASA本部でジョージ・W・ブッシュが行ったスピーチで正式に発表されました 。CEVの作業範囲記述書草案は、2004年12月9日にNASAによって発行され、1か月強後の2005年1月21日に、NASAは提案依頼書（RFP）の草案を発行した。最終RFPは2005年3月1日に発行され 、潜在的な入札者は2005年5月2日までに回答を求められた。
NASAは、2008年9月1日までに、2つのチームのCEV設計間で、宇宙船技術のフライト・アプリケーション（Flight Application of Spacecraft Technologies （FAST））と呼ばれる準軌道または地球軌道のフライオフを計画していた。ただし、CEVの運用開始を早めるために、管理者のマイケル・D・グリフィンは、NASAが2006年にCEVの請負業者を1社選択することを示していた。彼の観点からすると、これは、2010年のシャトルの引退と2014年のCEVの最初の乗務員飛行の間の現在計画されている4年間のギャップをなくし（CEVをより早く飛行させることにより）、CEV開発で使用するために10億ドル以上を節約する。
2005年6月13日、NASAは、ロッキード・マーティンとノースロップ・グラマンおよびボーイングのチームという2つのコンソーシアムを、さらなるCEV開発作業のために選択したことを発表した。各チームは、NASAがCEVの構築タスクをチームの1つに与える2006年8月まで、CEVとそのロケットの完全な設計を考案するために2800万米ドルの契約を受け取った。チームはまた、地球軌道ランデブー、月軌道ランデブー、または直接上昇のいずれかを使用して、CEVが月の遠征の組み立てに参加するための計画を立てる必要がある。2つのチームは次のメンバーで構成されていた。
- ノースロップ・グラマンは、スパイラル・ワン、アレーニア・スパツィオ、　ARESコーポレーション、ドレーパー・ラボラトリー、ユナイテッド・スペース・アライアンス（英語版）の下請け業者としてボーイングに関連している。
- ロッキード・マーティンは、 EADS スペーストランスポーテーション、ユナイテッド・スペース・アライアンス（英語版）、エアロジェット、ハネウェル、オービタル・サイエンシズ 、 ユナイテッド・テクノロジーズ 、およびワイリー研究所（英語版）に関連している（2006年8月31日に契約を獲得）。

請負業者主導の各チームには、月面遠征宇宙飛行士に機器、生命維持装置、ロケットエンジン、および搭載ナビゲーションシステムを提供する下請け業者が含まれていた。FASTの下で計画された軌道または準軌道飛行は、各チームによって構築されたCEV、またはCEV技術を組み込んだ技術デモンストレーターの競争を見ている。FASTの下では、NASAは、このハードウェアの実際のデモンストレーションの後に、最終的なCEVを構築するための勝者を選択していた。フライオフは、米空軍が軍用機を選択するためによく使用される。NASAは、契約の授与にこのアプローチを使用したことはない。しかし、管理者グリフィンがFASTアプローチを放棄することを示したため、NASAは、請負業者の提案に基づいてビークルを選択するというより、伝統的なアプローチを追求した。
2006年8月31日、NASAは、オリオンの設計と開発の契約がロッキード・マーティンに授与されたことを発表した。ブルームバーグニュースによると、賞の発表前に調査した5人のアナリストが、ノースロップチームに勝つように勧めました。 TealGroupの宇宙産業アナリストであるマルコ・カセレスは、ロッキードマーティンが9億1,200万ドルのX-33シャトル交換プログラムで以前に失敗したこともあり、ロッキードが負けると予測していた。契約の授与後、彼はロッキード・マーティンのX-33に関する研究が、推進力と材料に関するより最近の研究開発の経験を与え、それが契約の獲得に役立った可能性があることを示唆した。契約の根拠を説明するNASA文書の「AerospaceDaily＆Defense Report」の要約によると、ロッキードマーティンの提案は、優れた技術的アプローチ、より低く現実的な原価見積もり、およびCEVプログラムのフェーズIの並外れたパフォーマンスに基づいて勝った。
ロッキード・マーティンは、テキサス、ルイジアナ、フロリダの施設で有人宇宙船を製造することを計画した。

## ポストコンステレーション
オーガスティンレポートを検討し、議会の証言に続いて、オバマ政権は、2011年の米国連邦予算からコンステレーションを除外することを決定した。2010年2月1日、プロジェクトへの資金提供を含まない大統領の提案された予算が発表され、2011年4月15日に法制化された。オリオンCEVは、月、地球近傍小惑星、火星への将来のミッションのキャンセルを乗り切り、当初提案されたスペース・ローンチ・システムで打ち上げられた複数の設計ではなく、単一のビークルになるため、オリオン多目的クルービークルに名前が変更された。オリオンMPCVは、NASAの現在のアルテミス計画の主要な乗組員要素です。このビークルは現在、2021年にアルテミス1号でSLSを使用した最初の飛行が予定されており、アルテミス2号で最初の搭乗員が飛行する。ロッキード・マーティンは最大12台のビークルを契約している。

### 小惑星リダイレクトミッション
小惑星回収と利用（英語: Asteroid Retrieval and Utilization（ ARU ））ミッションおよび小惑星イニシアチブとしても知られる小惑星リダイレクトミッション（英語: Asteroid Redirect Mission（ ARM ））は、2013年にNASAによって提案された宇宙ミッション。小惑星回収ロボットミッション（ARRM）宇宙船は、大きな地球近傍小惑星とランデブーし、固定グリッパー付きのロボットアームを使用して、小惑星から4メートルの岩を回収。その後、2020年代半ばに探査ミッション5で月周回軌道にあるオリオン宇宙船が訪れる。その後、小惑星が探査・ゲートウェイ・プラットフォームに運ばれ、そこでオリオンが訪問するように変更された。2017年にドランプ政権によってARMはキャンセルされた。

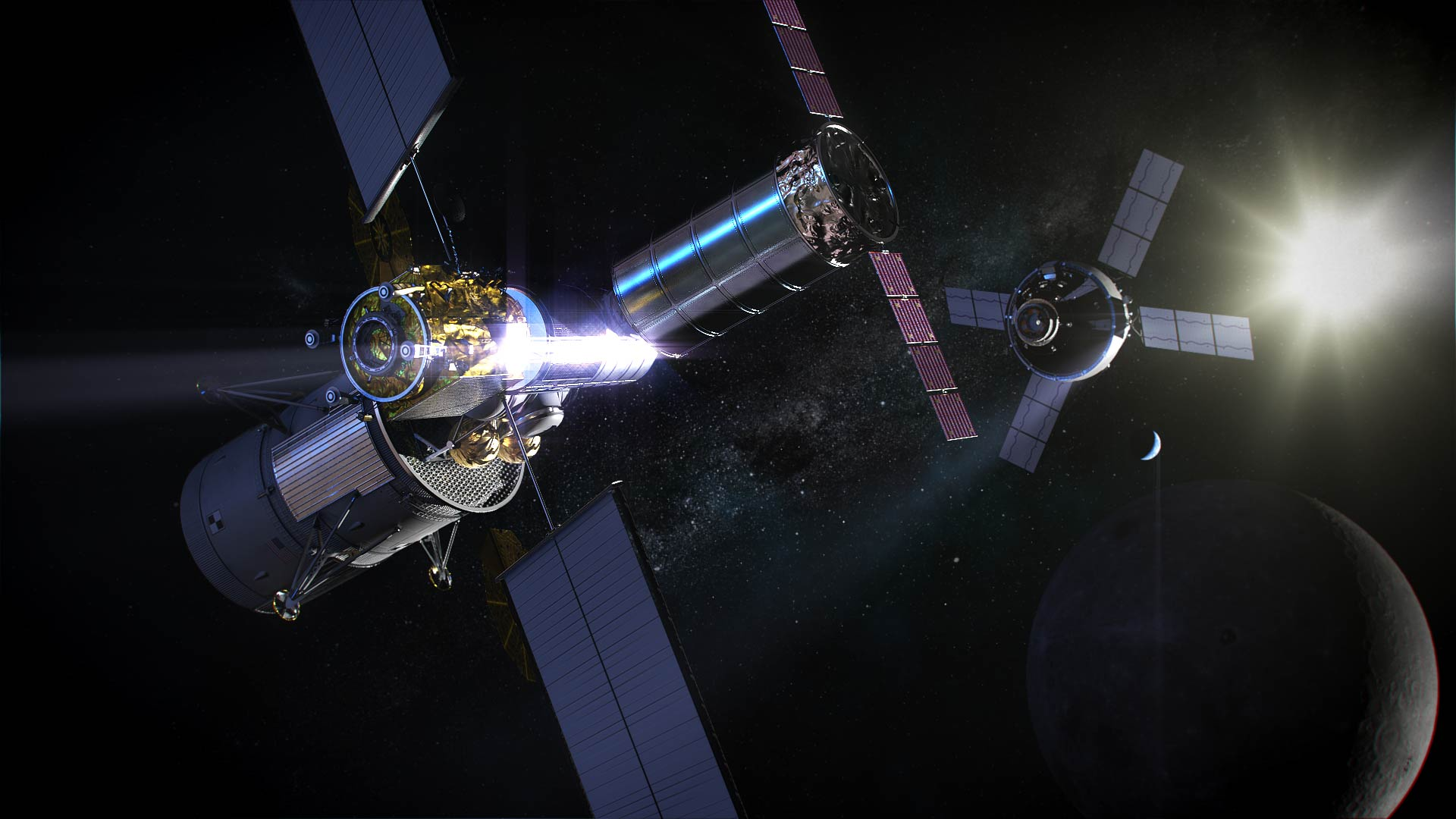
アルテミス3の月ゲートウェイに接近するオリオンMPCV

### アルテミス計画
特に2024年までの月の南地磁極地域で、アルテミス計画は、月で着陸「the first woman and the next man」を目的としてNASA 、アメリカ合衆国の商業宇宙飛行会社、および欧州宇宙機関（ESA）、JAXAおよびカナダ宇宙庁などの国際的なパートナーによって主に進行中である有人宇宙飛行プログラムによって行われる。NASAは、アルテミスを月面での持続可能な存在を確立するという長期目標に向けた次のステップと見なしている。オリオンMPCVは、主要な乗組員の輸送およびロジスティクスビークルとして使用される。スペース・ローンチ・システム　ブロック1以降のSLSブロック1Bを使用して打ち上げられる。EUSを使用すると、乗組員とロジスティクスモジュールを月ゲートウェイに輸送できる。ゲートウェイに到着すると、乗組員は最終的に最大6週間の遠征のために、ヒューマンランディングシステム（HLS）に乗り込む。